# Categoría Primera A 2011
Die Categoría Primera A 2011 war eine aus Apertura und Finalización bestehende Spielzeit der höchsten kolumbianischen Spielklasse im Fußball der Herren. Die Apertura war die dreiundsiebzigste und die Finalización die vierundsiebzigste Austragung der kolumbianischen Meisterschaft.
Meister der Apertura wurde Atlético Nacional (elfter Titel) und Meister der Finalización wurde Junior (siebter Titel). Direkter Absteiger war Deportivo Pereira, während América de Cali die Relegation spielen musste, die gegen Patriotas im Elfmeterschießen verloren wurde.

## Modus
Es wurden zwei Meister ermittelt, einer für jede Halbserie. Jeder Halbserienmeister  war automatisch für die Copa Libertadores qualifiziert. Ein dritter Platz wurde an den Verein vergeben, der nach der Zusammenzählung aller Punkte und Tore der Phasen 1 und 2 der ersten und der zweiten Halbserienmeisterschaft am höchsten stand. Sollte ein Verein beide Halbserienmeisterschaften gewinnen, so würde der zweite Teilnehmer an der Libertadores nach demselben Verfahren ausgewählt wie der dritte Teilnehmer. Drei Teilnehmer an der Copa Sudamericana wurden nach demselben Schema ermittelt wie der dritte Libertadores-Teilnehmer: die drei Vereine, die in der Gesamtjahreswertung hinter diesem standen, waren qualifiziert. Ein vierter Verein wurde durch den Pokalwettbewerb bestimmt.
Ein direkter Absteiger in die Categoría Primera B wurde durch eine gesonderte Abstiegstabelle bestimmt, die aus dem Durchschnitt der vergangenen drei Spielzeiten ermittelt wurde. Der Zweitletzte spielte eine Relegation gegen den Zweiten der zweiten Liga.

## Teilnehmer
Die folgenden Vereine nahmen an den beiden Halbserien der Spielzeit 2011, Apertura und Finalización teil.
| Mannschaft | Stadt              | Departamento              | Stadion                                     | erste Saison in der Primera A |
| --- | ------------------ | ------------------------- | ------------------------------------------- | ----------------------------- |
| América de Cali | Cali Palmira       | Valle del Cauca           | Pascual Guerrero Francisco Rivera Escobar 1 | 1948                          |
| Atlético Huila | Neiva              | Huila                     | Guillermo Plazas Alcid                      | 1993                          |
| Atlético Nacional | Medellín           | Antioquia                 | Atanasio Girardot                           | 1948                          |
| Boyacá Chicó | Tunja              | Boyacá                    | La Independencia                            | 2004                          |
| Cúcuta Deportivo | Cúcuta             | Norte de Santander        | General Santander                           | 1950                          |
| Deportes Quindío | Armenia            | Quindío                   | Estadio Centenario                          | 1952                          |
| Deportes Tolima | Ibagué             | Tolima                    | Manuel Murillo Toro                         | 1955                          |
| Deportivo Cali | Cali/Palmira 2     | Valle del Cauca           | Deportivo Cali Pascual Guerrero 3           | 1948                          |
| Deportivo Pereira | Pereira Cartago    | Risaralda Valle del Cauca | Hernán Ramírez Villegas Alfonso López 1     | 1949                          |
| Envigado FC | Envigado           | Antioquia                 | Polideportivo Sur                           | 1992                          |
| Independiente Medellín | Medellín           | Antioquia                 | Atanasio Girardot                           | 1948                          |
| Itagüí Ditaires | Itagüí             | Antioquia                 | Ciudad de Itagüí                            | 2011                          |
| Junior | Barranquilla       | Atlántico                 | Metropolitano Roberto Meléndez              | 1948                          |
| La Equidad | Bogotá D.C.        | Bogotá                    | Metropolitano de Techo                      | 2007                          |
| Millonarios | Bogotá D.C.        | Bogotá                    | El Campín                                   | 1948                          |
| Once Caldas | Manizales          | Caldas                    | Palogrande                                  | 1948                          |
| Real Cartagena | Cartagena Magangué | Bolívar                   | Jaime Morón León Diego de Carvajal 1        | 1971                          |
| Santa Fe | Bogotá D.C.        | Bogotá                    | El Campín                                   | 1948                          |
| 1 Aufgrund von Umbaumaßnahmen für die U-20-Fußball-Weltmeisterschaft 2011 wichen América, Pereira und Cartagena zwischenzeitlich in andere Stadien aus.2 Deportivo Cali hat seinen Sitz in Cali, das Estadio Deportivo Cali liegt aber in der Nachbarstadt Palmira.3 In der Rückserie 2011 spielte Deportivo Cali aufgrund von Umbaumaßnahmen am Estadio Deportivo Cali im Pascual Guerrero. |                    |                           |                                             |                               |

## Apertura
In der ersten Phase spielten alle 18 Mannschaften im Ligamodus einmal gegeneinander, zusätzlich gab es einen Spieltag mit Clásicos, an dem Spiele mit Derby-Charakter ausgetragen wurden. Die ersten acht Mannschaften qualifizierten sich für das Viertelfinale, auf das Halbfinale und Finale folgten.

### Ligaphase

#### Tabelle
| Pl. | Verein                 | Sp. | S  | U | N  | Tore    | Diff. | Punkte |
| --- | ---------------------- | --- | -- | - | -- | ------- | ----- | ------ |
| 1.  | Once Caldas (M)        | 18  | 11 | 3 | 4  | 032:170 | +15   | 36     |
| 2.  | Deportes Tolima        | 18  | 10 | 4 | 4  | 035:210 | +14   | 34     |
| 3.  | Atlético Nacional      | 18  | 10 | 3 | 5  | 033:270 | +6    | 33     |
| 4.  | Envigado FC            | 18  | 8  | 8 | 2  | 030:210 | +9    | 32     |
| 5.  | La Equidad             | 18  | 8  | 5 | 5  | 023:140 | +9    | 29     |
| 6.  | Millonarios            | 18  | 8  | 4 | 6  | 031:230 | +8    | 28     |
| 7.  | Deportivo Cali (P)     | 18  | 8  | 3 | 7  | 021:220 | −1    | 27     |
| 8.  | Cúcuta Deportivo       | 18  | 6  | 8 | 4  | 022:190 | +3    | 26     |
| 9.  | Boyacá Chicó           | 18  | 8  | 1 | 9  | 025:240 | +1    | 25     |
| 10. | Deportes Quindío       | 18  | 7  | 4 | 7  | 022:290 | −7    | 25     |
| 11. | Itagüí Ditaires (N)    | 18  | 6  | 6 | 6  | 024:230 | +1    | 24     |
| 12. | América de Cali        | 18  | 7  | 3 | 8  | 021:250 | −4    | 24     |
| 13. | Real Cartagena         | 18  | 6  | 5 | 7  | 024:250 | −1    | 23     |
| 14. | Santa Fe               | 18  | 5  | 6 | 7  | 018:220 | −4    | 21     |
| 15. | Junior                 | 18  | 5  | 4 | 9  | 019:280 | −9    | 19     |
| 16. | Atlético Huila         | 18  | 4  | 5 | 9  | 025:360 | −11   | 17     |
| 17. | Independiente Medellín | 18  | 4  | 3 | 11 | 019:300 | −11   | 15     |
| 18. | Deportivo Pereira      | 18  | 1  | 5 | 12 | 016:340 | −18   | 08     |

| (M) | Meister Finalización 2010: Once Caldas                       |
| (N) | Aufsteiger aus der Categoría Primera B 2010: Itagüí Ditaires |
| (P) | Pokalsieger 2010: Deportivo Cali                             |

### Finalrunde

#### Viertelfinale
Die Viertelfinalspiele fanden vom 26. bis 31. Mai 2011 statt.
|                  | Gesamt        |                   | Hinspiel | Rückspiel |
| ---------------- | ------------- | ----------------- | -------- | --------- |
| Millonarios      | 1:1 (5:4 i.E) | Once Caldas       | 1:0      | 0:1       |
| La Equidad       | 2:1           | Envigado FC       | 1:0      | 1:1       |
| Cúcuta Deportivo | 2:4           | Deportes Tolima   | 1:3      | 1:1       |
| Deportivo Cali   | 2:2 (1:4 i.E) | Atlético Nacional | 1:0      | 1:2       |

#### Halbfinale
Die Halbfinalspiele wurden vom 4. bis 8. Juni 2011 ausgetragen.
|                   | Gesamt |                 | Hinspiel | Rückspiel |
| ----------------- | ------ | --------------- | -------- | --------- |
| Millonarios       | 3:4    | La Equidad      | 2:2      | 1:2       |
| Atlético Nacional | 3:2    | Deportes Tolima | 3:1      | 0:1       |

#### Finale
| Datum                                              |                   | Ergebnis        |                   | Ort      |
| -------------------------------------------------- | ----------------- | --------------- | ----------------- | -------- |
| 12.06.2011                                         | La Equidad        | 2:1 (1:1)       | Atlético Nacional | Bogotá   |
| 18.06.2011                                         | Atlético Nacional | 2:1 (1:0)       | La Equidad        | Medellín |
| Gesamt:                                            | La Equidad        | 3:3 (3:2 i. E.) | Atlético Nacional |          |
| damit wurde Atlético Nacional Meister der Apertura |                   |                 |                   |          |

### Torschützenliste
Bei gleicher Anzahl von Treffern sind die Spieler alphabetisch geordnet.
| Pl. | Spieler                | Mannschaft             | Tore |
| --- | ---------------------- | ---------------------- | ---- |
| 1.  | Carlos Rentería        | Atlético Nacional      | 12   |
| 2.  | Edison Toloza          | Millonarios            | 11   |
| 3.  | Dorlan Pabón           | Atlético Nacional      | 10   |
| 3.  | Wason Rentería         | Once Caldas            | 10   |
| 5.  | Wilder Medina          | Deportes Tolima        | 09   |
| 6.  | Diego Álvarez Sánchez  | Deportivo Cali         | 08   |
| 6.  | Carlos Bacca           | Junior                 | 08   |
| 6.  | Néider Morantes        | Envigado FC            | 08   |
| 9.  | Juan Fernando Caicedo  | Deportes Quindío       | 06   |
| 9.  | Jorge Emanuel Molina   | Real Cartagena         | 06   |
| 9.  | Luis Fernando Mosquera | Independiente Medellín | 06   |
| 9.  | Óscar Rodas            | Santa Fe               | 06   |

## Finalización
In der ersten Phase spielten alle 18 Mannschaften im Ligamodus einmal gegeneinander, zusätzlich gab es einen Spieltag mit Clásicos, an dem Spiele mit Derby-Charakter ausgetragen wurden. Die ersten acht Mannschaften qualifizierten sich für das Viertelfinale, auf das Halbfinale und Finale folgten.

### Ligaphase

#### Tabelle
| Pl. | Verein                 | Sp. | S | U | N | Tore    | Diff. | Punkte |
| --- | ---------------------- | --- | - | - | - | ------- | ----- | ------ |
| 1.  | Junior                 | 18  | 8 | 7 | 3 | 028:220 | +6    | 31     |
| 2.  | Itagüí Ditaires (N)    | 18  | 8 | 6 | 4 | 024:180 | +6    | 30     |
| 3.  | Once Caldas            | 18  | 8 | 5 | 5 | 034:230 | +11   | 29     |
| 4.  | Millonarios            | 18  | 8 | 4 | 6 | 021:170 | +4    | 28     |
| 5.  | Santa Fe               | 18  | 8 | 4 | 6 | 022:190 | +3    | 28     |
| 6.  | Envigado FC            | 18  | 8 | 4 | 6 | 020:180 | +2    | 28     |
| 7.  | Boyacá Chicó           | 18  | 6 | 9 | 3 | 019:160 | +3    | 27     |
| 8.  | América de Cali        | 18  | 7 | 4 | 7 | 022:240 | −2    | 25     |
| 9.  | Deportes Quindío       | 18  | 7 | 4 | 7 | 023:260 | −3    | 25     |
| 10. | Deportivo Pereira      | 18  | 5 | 9 | 4 | 023:160 | +7    | 24     |
| 11. | Deportivo Cali (P)     | 18  | 6 | 5 | 7 | 015:200 | −5    | 23     |
| 12. | Atlético Nacional (M)  | 18  | 5 | 7 | 6 | 024:230 | +1    | 22     |
| 13. | Independiente Medellín | 18  | 6 | 4 | 8 | 026:280 | −2    | 22     |
| 14. | Atlético Huila         | 18  | 6 | 4 | 8 | 020:220 | −2    | 22     |
| 15. | Deportes Tolima        | 18  | 6 | 4 | 8 | 021:250 | −4    | 22     |
| 16. | Real Cartagena         | 18  | 5 | 4 | 9 | 021:250 | −4    | 19     |
| 17. | La Equidad             | 18  | 3 | 7 | 8 | 012:220 | −10   | 16     |
| 18. | Cúcuta Deportivo       | 18  | 2 | 9 | 7 | 017:280 | −11   | 15     |

| (M) | Meister Apertura 2011: Atlético Nacional                     |
| (N) | Aufsteiger aus der Categoría Primera B 2010: Itagüí Ditaires |
| (P) | Pokalsieger 2010: Deportivo Cali                             |

### Finalrunde

#### Viertelfinale
Die Viertelfinalspiele fanden vom 3. bis 8. Dezember 2011 statt.
| | Gesamt        |                 | Hinspiel | Rückspiel |
| --------------------------------------------------------------------------------------------------- | ------------- | --------------- | -------- | --------- |
| Boyacá Chicó                                                                                        | 2:2           | Junior          | 10:0 1   | 2:2       |
| Envigado FC                                                                                         | 3:3 (6:7 i.E) | Millonarios     | 2:1      | 1:2       |
| Santa Fe                                                                                            | 4:2           | Itagüí Ditaires | 3:2      | 1:0       |
| América de Cali                                                                                     | 0:2           | Once Caldas     | 0:0      | 0:2       |
| 1 Das Spiel wurde abgebrochen. Junior wurde ein Punkt zugesprochen, Boyacá Chicó bekam null Punkte. |               |                 |          |           |

#### Halbfinale
Die Halbfinalspiele wurden vom 11. bis 15. Dezember 2011 ausgetragen.
|             | Gesamt        |          | Hinspiel | Rückspiel |
| ----------- | ------------- | -------- | -------- | --------- |
| Millonarios | 3:3 (4:5 i.E) | Junior   | 3:0      | 0:3       |
| Once Caldas | 3:2           | Santa Fe | 1:1      | 2:1       |

#### Finale
| Datum                                       |             | Ergebnis        |             | Ort          |
| ------------------------------------------- | ----------- | --------------- | ----------- | ------------ |
| 18.12.2011                                  | Junior      | 3:2 (1:2)       | Once Caldas | Barranquilla |
| 21.12.2011                                  | Once Caldas | 2:1 (1:0)       | Junior      | Manizales    |
| Gesamt:                                     | Junior      | 4:4 (2:4 i. E.) | Once Caldas |              |
| damit wurde Junior Meister der Finalización |             |                 |             |              |

### Torschützenliste
Bei gleicher Anzahl von Treffern sind die Spieler alphabetisch geordnet.
| Pl. | Spieler                | Mannschaft             | Tore |
| --- | ---------------------- | ---------------------- | ---- |
| 1.  | Carlos Bacca           | Junior                 | 12   |
| 2.  | Germán Cano            | Deportivo Pereira      | 10   |
| 2.  | John Pajoy             | Once Caldas            | 10   |
| 2.  | Lionard Pajoy          | Itagüí Ditaires        | 10   |
| 5.  | Edison Toloza          | Millonarios            | 09   |
| 6.  | Luis Fernando Mosquera | Independiente Medellín | 08   |
| 6.  | Hámilton Ricard        | Deportes Quindío       | 08   |
| 8.  | Jairo Castillo         | América de Cali        | 07   |
| 8.  | Jaime Castrillón       | Independiente Medellín | 07   |
| 8.  | Víctor Cortés          | Junior                 | 07   |
| 8.  | Jefferson Cuero        | Once Caldas            | 07   |
| 8.  | Dorlan Pabón           | Atlético Nacional      | 07   |
| 8.  | Óscar Rodas            | Santa Fe               | 07   |

## Gesamttabelle
Für die Reclasificación werden alle Spiele der Spielzeit 2011 sowohl der Ligaphase als auch der Finalrunde zusammengezählt, um die weiteren Teilnehmer neben den jeweiligen Meistern der Halbserien an den kontinentalen Wettbewerben zu ermitteln.
| Pl. | Verein                 | Sp. | S  | U  | N  | Tore    | Diff. | Punkte |
| --- | ---------------------- | --- | -- | -- | -- | ------- | ----- | ------ |
| 1.  | Once Caldas            | 44  | 23 | 10 | 11 | 076:470 | +29   | 79     |
| 2.  | Millonarios            | 44  | 19 | 9  | 16 | 062:510 | +11   | 66     |
| 3.  | Envigado FC            | 40  | 17 | 13 | 10 | 054:440 | +10   | 64     |
| 4.  | Atlético Nacional      | 42  | 18 | 10 | 14 | 065:570 | +8    | 64     |
| 5.  | Deportes Tolima        | 40  | 18 | 9  | 13 | 062:510 | +11   | 63     |
| 6.  | Junior                 | 42  | 15 | 13 | 14 | 056:590 | −3    | 58     |
| 7.  | La Equidad             | 42  | 14 | 14 | 14 | 044:430 | +1    | 56     |
| 8.  | Santa Fe               | 40  | 15 | 11 | 14 | 046:460 | ±0    | 56     |
| 9.  | Itagüí Ditaires        | 38  | 14 | 12 | 12 | 050:450 | +5    | 54     |
| 10. | Boyacá Chicó           | 38  | 14 | 12 | 12 | 046:420 | +4    | 54     |
| 11. | Deportivo Cali         | 38  | 15 | 8  | 15 | 038:460 | −8    | 53     |
| 12. | América de Cali        | 38  | 14 | 8  | 16 | 045:510 | −6    | 50     |
| 13. | Deportes Quindío       | 36  | 14 | 8  | 14 | 045:550 | −10   | 50     |
| 14. | Real Cartagena         | 36  | 11 | 9  | 16 | 045:500 | −5    | 42     |
| 15. | Cúcuta Deportivo       | 38  | 8  | 18 | 12 | 041:510 | −10   | 42     |
| 16. | Atlético Huila         | 36  | 10 | 9  | 17 | 045:580 | −13   | 39     |
| 17. | Independiente Medellín | 36  | 10 | 7  | 19 | 045:580 | −13   | 37     |
| 18. | Deportivo Pereira      | 36  | 6  | 14 | 16 | 039:500 | −11   | 32     |

## Abstiegstabelle
Für die Abstiegstabelle werden die Hin- und Rückserien der Jahre 2009, 2010 und 2011 zusammengezählt. Dabei wird die Gesamtpunktzahl durch die Anzahl der in der Ligaphase gespielten Spiele geteilt und hochgerechnet. Direkter Absteiger war Deportivo Pereira, während América de Cali die Relegation gegen den Zweiten der Categoría Primera B, Patriotas spielen musste.
| Pl. | Verein                 | Sp. | T   | GT  | Diff. | Pkt. | Prom. |
| --- | ---------------------- | --- | --- | --- | ----- | ---- | ----- |
| 18. | Deportivo Pereira      | 108 | 121 | 134 | −13   | 112  | 1.037 |
| 17. | América de Cali        | 108 | 132 | 150 | −18   | 127  | 1.176 |
| 16. | Itagüí Ditaires        | 108 | 135 | 142 | 0−7   | 132  | 1.222 |
| 15. | Envigado FC            | 108 | 149 | 167 | −18   | 134  | 1.241 |
| 14. | Cúcuta Deportivo       | 108 | 108 | 120 | −12   | 135  | 1.250 |
| 13. | Real Cartagena         | 108 | 139 | 159 | −20   | 137  | 1.269 |
| 12. | Deportes Quindío       | 108 | 123 | 151 | −28   | 140  | 1.278 |
| 11. | Millonarios            | 108 | 139 | 139 | 0+5   | 141  | 1.296 |
| 10. | Independiente Medellín | 108 | 143 | 144 | 0−1   | 143  | 1.324 |
| 9.  | Atlético Huila         | 108 | 151 | 158 | 0−7   | 147  | 1.361 |
| 8.  | La Equidad             | 108 | 124 | 126 | 0−2   | 150  | 1.389 |
| 7.  | Boyacá Chicó           | 108 | 141 | 143 | 0−2   | 156  | 1.444 |
| 6.  | Junior                 | 108 | 161 | 138 | +23   | 156  | 1.444 |
| 5.  | Deportivo Cali         | 108 | 148 | 136 | +12   | 157  | 1.454 |
| 4.  | Atlético Nacional      | 108 | 147 | 141 | 0+6   | 159  | 1.472 |
| 3.  | Santa Fe               | 108 | 142 | 126 | +16   | 165  | 1.528 |
| 2.  | Once Caldas            | 108 | 178 | 143 | +35   | 171  | 1.583 |
| 1.  | Deportes Tolima        | 108 | 173 | 122 | +51   | 187  | 1.731 |

### Relegation
| Datum      |                 | Ergebnis        |                 | Ort   |
| ---------- | --------------- | --------------- | --------------- | ----- |
| 11.12.2011 | Patriotas       | 1:1             | América de Cali | Tunja |
| 17.12.2011 | América de Cali | 1:1             | Patriotas       | Cali  |
| Gesamt:    | Patriotas       | 2:2 (3:4 i. E.) | América de Cali |       |

América de Cali verlor die Relegation im Elfmeterschießen gegen Patriotas und musste somit zum ersten Mal in der Vereinsgeschichte in die zweite Liga absteigen